# Exobasidiales
Gli Exobasidiales Henn. (1898) sono un ordine di funghi della classe Exobasidiomycetes. L'ordine è composto da quattro famiglie e un genere, Cladosterigma, non assegnato a nessuna famiglia.